# Сен-Жон Перс
Сен-Жон Перс (фр. Saint-John Perse; 31 травня 1887, Пуент-а-Пітр, Гваделупа — 20 вересня 1975, Єр, Прованс) — літературний псевдонім французького поета і дипломата Алексіса Леже (або Сен-Леже) (фр. Alexis Léger), (фр. Alexis Saint-Legér Léger), лауреата Нобелівської премії з літератури 1960 року.

## Біографія
Народився у Французькій Гваделупі в родині адвоката Амаді Сен-Леже, що проживав на островах ще з 1815 року. В 1875 році родина повернулася до Франції.
З 1911 року Алексіс почав працювати в міністерстві закордонних справ. В 1916-1921 роках — секретар французького посольства в Пекіні. В 1921 році Леже брав участь у Вашингтонської конференції, де на талановитого дипломата звернув увагу глава французької делегації Арістід Бріан, який невдовзі призначив його своїм помічником. У Парижі Леже часто бував у літературних колах Андре Жида та Поля Валері.
В 1925 році Леже вперше використав літературний псевдонім «Сен-Жон Перс», складений з імен апостола Іоанна і римського поета I століття Персія. У 1933-1940 роках займав пост генерального секретаря французького МЗС. Брав участь в Мюнхенській конференції, де висловлювався проти поступок Німеччині. В 1940 році після звільнення з посади емігрував до США.
Уряд Віші позбавив його французького громадянства. У Сполучених штатах Леже працював в бібліотеці Конгресу, і залишився в Америці навіть після завершення Другої світової війни, періодично повертаючись на короткий час на батьківщину. Помер у своїй віллі в Провансі.
Нагороджений орденом Почесного легіону.
В Гваделупі існує музей Сен-Жон Перса.

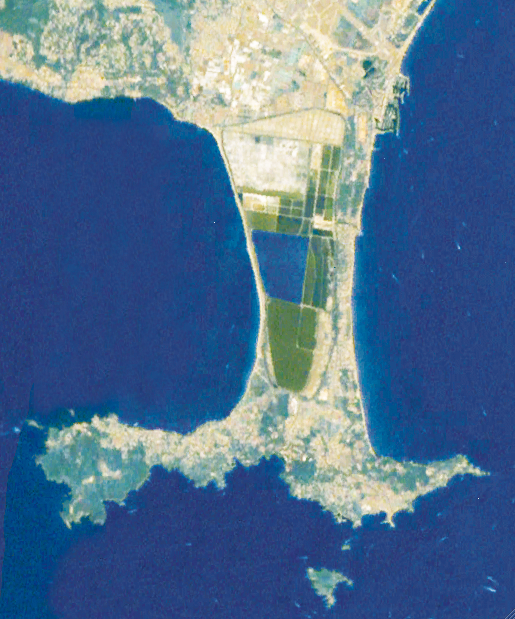
Сателітне фото півострова Ґ'ян на Лазуровому березі, тут у своїй віллі мешкав Сен-Жон Перс в останні роки життя, тут в 1975 році він і помер.

## Літературна творчість
У 1909 році Алексіс Леже публікує перші вірші під заголовком «Образи Крузо», а наступного року поему «Еклоги». Перші публікації були дуже схвально зустрінуті Валері Ларбо (рецензія в журналі «Фаланж» за 1911 рік). У 1925 році під псевдонімом Сен-Жон Перс публікує поему «Анабазис». Після цього вирішує відмовитись від будь-яких публікацій, поки він перебуває на дипломатичній службі. Публікує свої твори вже у США: в 1942 році «Вигнання», в 1943 році «Поема до чужинки», в 1944 році — «Сніги». У 1946 році, ще перебуваючи в США публікує у видавницітві Ґаллімар поему «Вітри». У 1960 році з'являється збірка коротких віршів «Хроніки». Цього ж року йому присуджують Нобелівську премію з літератури. Його останні поеми «Ноктюрн» та «Посуха» виходять в світ у 1975 році, вже посмертно.
Повне зібрання творів виходило у видавництві Ґаллімар (див.: Œuvres complètes, Bibliothèque de la Pléiade, Gallimard (1972).
Твори Перса перекладали такі відомі поети, як Т. С. Еліот, Р. М. Рільке, Дж. Унгаретті.

## Основні твори
- Збірка віршів «Еклоги» (Éloges, 1911),
- епічна поема «Анабазис» (Anabase, 1924),
- поема «Дружба принца» ( Amitié du prince, 1924),
- «Вигнання» (Exile, 1942),
- «Поема до чужинки», (1943)
- «Сніги» (1944)
- «Вітри» (Vents, 1946),
- «Орієнтири» (Amers, 1957) ,
- «Хроніка» (Chronique, 1960),
- «Птахи» (Oiseaux, 1962).

## Українські переклади
Твори Сен-Жон Перса українською перекладали Володимир Брюґґен, Анатолій Москаленко, Остап Тарнавський. Володимир Брюгген за книжку перекладів Сен-Жон Перса, опубліковану у видавництві «Фоліо», удостоєний премії імені Василя Мисика. Том перекладів у виконанні Анатолія Москаленка двома виданнями виходив у видавництві Юніверс. У книжці Остапа Тарнавського «Поетичні переклади» (2006) опубліковані уривки з поеми «Анабазис».
Докторську дисертацію про поезію Сен-Жон Перса написала українська поетеса й літературознавець зі США Женя Васильківська.